# Дејна (Илиноис)
Дејна (енгл. Dana) град је у америчкој савезној држави Илиноис.

## Демографија
По попису из 2010. године број становника је 159, што је 12 (-7,0%) становника мање него 2000. године.
| Група             | 2000.       | 2010.       |
| Белци             | 164 (95,9%) | 152 (95,6%) |
| Афроамериканци    | 0 (0,0%)    | 2 (1,3%)    |
| Азијати           | 1 (0,6%)    | 0 (0,0%)    |
| Хиспаноамериканци | 6 (3,5%)    | 2 (1,3%)    |
| Укупно            | 171         | 159         |